# روبرت ر. ناثان
روبرت ر. ناثان (بالإنجليزية: Robert R. Nathan) هو اقتصادي أمريكي، ولد في 1908، وتوفي في 2001.